# Alta montanha

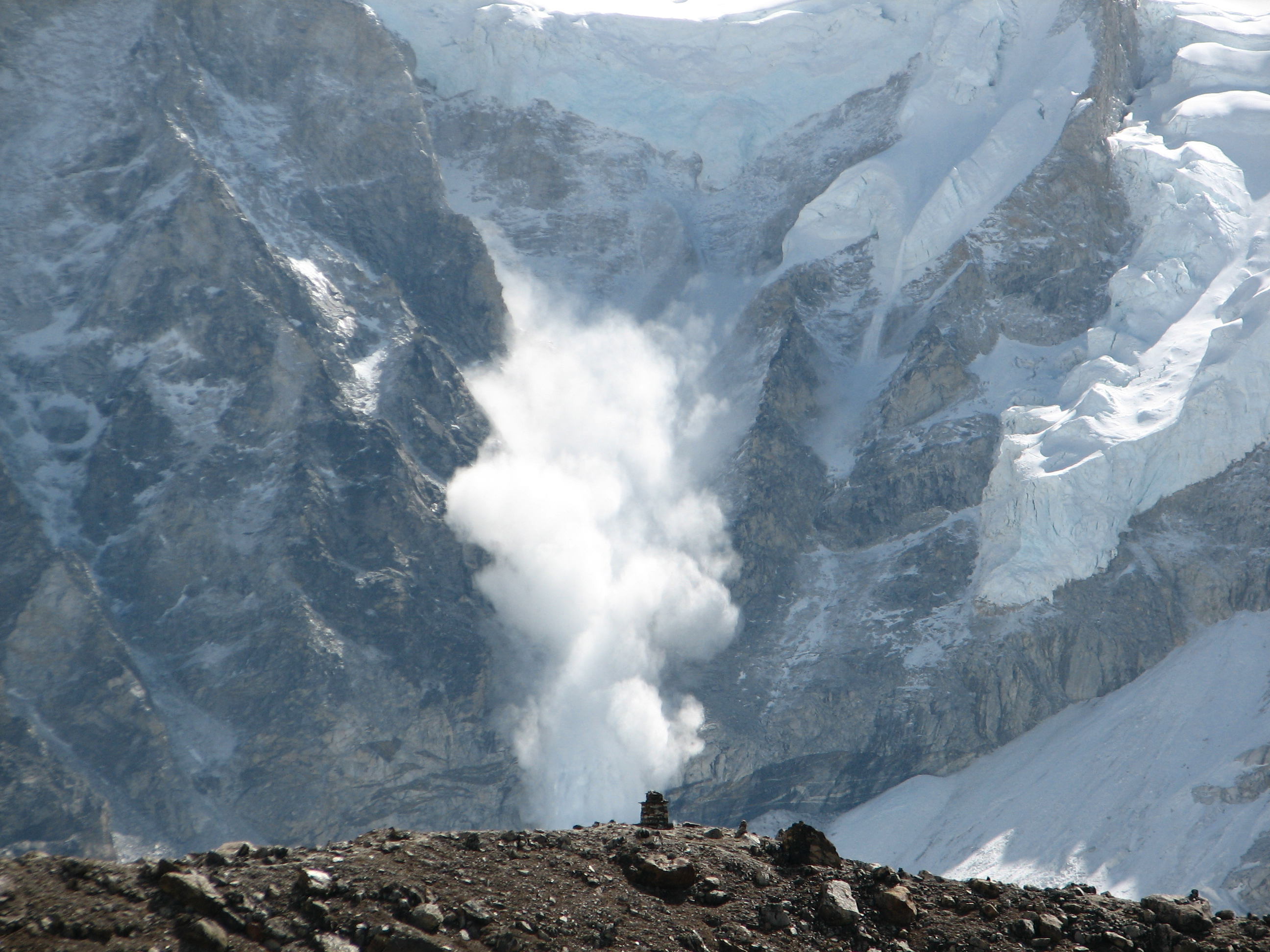
Avalancha no Monte Everest, Himalaia.

Alta montanha é um termo usado por alpinistas para designar as zonas elevadas das montanhas onde a permanência dos seres humanos está sujeita a fortes restrições e perigos, devidas à altitude, às condições meteorológicas, ao isolamento por elevada distância a povoações, ao frio, às avalanchas, à intensa radiação solar, às crevasses, à incidência de relâmpagos, aos animais selvagens ou aos riscos ligados a todos estes fatores.
Média montanha refere-se aos domínio dos maciços, geralmente acessíveis sem restrições específicas. Em média montanha, os passeios pedestres são normais, enquanto que em alta montanha exige-se preparação específica e técnicas de progressão adquirida a fim de enfrentar dificuldades como o ar rarefeito, o frio e os ventos a altas velocidades.
Entretanto não há um limite preciso de altitude a partir do qual uma zona passa ser considerada  como "alta montanha". Isto depende, entre outros factores, da latitude em que a elevação se encontra. No México, por exemplo, cuja Meseta Central tem uma latitude aproximada de 19° N, considera-se que o limite mínimo de alta montanha seja de 4.000 msnm, a partir do qual há ocorrência de neve e gelo, com ausência de vegetação ou vegetação muito específica como o sacate (pasto) de alta montanha. Em países de clima mais frio, a cota mínima de alta montanha é bem mais baixa. Na Patagónia, a zona de alta montanha é mais baixa. No norte patagônico (zona de Bariloche), o limite de vegetação ocorre aos 1.700 msnm aproximadamente; na Terra do Fogo (56° S), o limite ocorre aos 650 msnm aproximadamente. Acima deste limite, considera-se  alta montanha. Também as zonas de glaciares e a Antártida reúnem condições de alta montanha.